# Nextel (Argentina)
Nextel Argentina fue una compañía argentina de telefonía celular.

## Historia
Nextel inició sus operaciones en junio de 1997 con su servicio de PTT (Push to Talk), centrándose en las ciudades de mayor actividad económica del país, comenzando por Buenos Aires.
Su primer eslogan fue "Mucho más que un celular" y sus estrategias fueron lo más sintéticas posibles.
El 14 de septiembre de 2015, el Grupo Clarín anunció la compra del 49% de las acciones a NII Holdings, Inc. por 178 millones de dólares. El 28 de enero de 2016 hizo uso de la opción para quedarse con el 51% restante por 85 millones de dólares.
Durante 2019, Nextel inicia el proceso de cierre como marca, migrando equipos y tecnología a la red de Telecom Personal que comienza a comercializar el servicio de Smart Radio. Finalmente, el 1 de julio de 2019 el servicio original de Nextel dejó de estar en operatividad.

## Productos
- Conexión directa: presionando un botón en el equipo celular uno accede a la radio digital. En mayo de 2004 presentó en el mercado la versión Conexión Directa Internacional para conectarse con otros países subsidiarios como Brasil, México, Perú y Estados Unidos; en 2005 sumó a Canadá.
- Telefonía móvil: permite la comunicación de un equipo Nextel con cualquier teléfono o celular nacional o internacional.
- Mensajes de texto: con la posibilidad de comunicarse por este medio con cualquier compañía celular, sea o no de la compañía.
- Nextel Online: es la forma de transmisión de datos móviles. Permite la conexión a Internet y a redes privadas utilizando la tecnología packet data de paquetes digitales de datos.

## Premios
En octubre de 2004 recibe el "Premio Nacional a la Calidad" otorgado por el Estado argentino, que fuera instituido por el Congreso de la Nación.
En 2008 y 2009 entró en las primeras 5[¿cuál?] de cincuenta empresas en el ranking elaborado por Great Place to Work Institute.[cita requerida]

## Problemas
El problema estuvo en la migración de la infraestructura a los servicios de tercera generación (3G) que le generó alza en los costos de inversión en México, Brasil, Perú y Chile invirtiendo 1,4 millones de dólares en 2011 y 234 millones en 2012. 

Nuestros resultados se vieron afectados por una serie de factores que incluyen el aumento en los gastos operativos relacionados con el despliegue de nuestra red 3G, y una presión sobre los precios derivado de un entorno desafiantemente competitivo en Brasil.
 Gokul Hemmady, vicepresidente de NII Holdings. 2012.

En febrero de 2010 Nextel cedió a Nokia Siemens Networks la administración de las redes en América Latina para que diseñe, construya, mantenga y opere las redes de telefonía de la compañía. Ello fue como estrategia de la incorporación de la tecnología 3G en la región y el mejoramiento de la eficiencia, Nextel continuaría con la propiedad de las mismas y las estrategias a ser utilizadas.

## Venta
En 2015 el Grupo Clarín S.A. informó la compra de Nextel Communications Argentina S.R.L. por 178 millones de dólares, de una participación accionaria del 49% en Nextel Argentina y una opción de compra, garantizada por un pagaré y prenda a favor del Grupo Clarín. Según información de la Comisión de Valores de los Estados Unidos, a fines de junio de este año, el fondo Aurelius se convirtió en el accionista mayoritario de NII Holding Inc. la compra del 49% de las acciones de Nextel Argentina por parte del Grupo Clarín generó cuestionamientos. El presidente de Arsat, Matías Bianchi, advirtió que la compra sin contar con la autorización de la AFTIC, al tiempo que señaló que desde el punto de vista tecnológico la empresa de telefonía móvil "no posee espectro para brindar servicios de telecomunicaciones móviles de 4G". La compra no cumple los requisitos, ni cumplió con la autorización a la autoridad regulatoria y no se hizo, considerándose una compra nula. Días después la Autoridad Federal de Tecnologías de la Información y las Comunicaciones (AFTIC) anuló la compra por parte del Grupo Clarín, la transacción "resulta violatoria del artículo 13 de la Ley Nº 27078, por haber sido efectuada sin la previa autorización de la AFTIC".